# Östtyskland vid världsmästerskapen i friidrott
Östtyskland tog totalt 54 medaljer vid de två världsmästerskap i friidrott där man deltog. Vid bägge tillfällena kom landet högst i medaljligan. Se även artikeln Dopning.
| År   | Guld | Silver | Brons | Totalt |
| 1983 | 10   | 7      | 5     | 22     |
| 1987 | 10   | 12     | 10    | 32     |